# 千葉禎介
千葉禎介（ちばていすけ、1917年10月19日 - 1965年）は、昭和の日本におけるアマチュア写真家である。秋田県仙北郡角館町に生まれ、2歳のとき横手市に転居した。1932年、高校卒業後、呉服店に勤務。コニカの蛇腹カメラBaby Pearlを手に入れて、1940年代～60年代に、主に横手市や平鹿郡の農村風景を撮影していた。2017年12月から2018年1月にかけ、千葉の生誕100年を記念し、彼の故郷に近い秋田県立近代美術館において、「生誕100年 千葉禎介写真展」が開催された。